# نيلهان عثمان أوغلي
نيلهان عثمان أوغلي هي سيدة أعمال تركية، تنتمي لعائلة عثمان أوغلي (بالتركية: Osmanoğlu)‏، أي سلالة سلاطين بني عُثمان، وهي حفيدة عميد العائلة الحالي هارون عثمان أوغلي. تدير شركة لبيع المجوهرات والملابس والأدوات المنزلية الأخرى المصنوعة بنمطٍ عُثماني. تزوجت من «مُحمَّد بهلول وطن سوار» (بالتركية: Mehmet Behlül Vatansever)‏ في 22 سبتمبر 2012، ورُزقا بابنٍ دُعي مُحمَّد وحيد الدين، وابنة دُعيت خانزادة.
ادَّعت في سنة 2017 ملكيتها لجزيرة غلطة سراي الواقعة في مضيق البوسفور، على اعتبار أنها كانت مُلك بني عُثمان مُنذُ القِدم.